# مارساي مارتن
مارساي مارتن (مواليد 14 أغسطس 2004) هي ممثلة أمريكية، أشتهرت بدورها في مسلسل بلاك-يش.

## روابط خارجية
- مارساي مارتن على موقع IMDb (الإنجليزية)
- مارساي مارتن على موقع ألو سيني (الفرنسية)
- مارساي مارتن على موقع ميوزك برينز (الإنجليزية)
- مارساي مارتن على موقع أول موفي (الإنجليزية)
- مارساي مارتن على موقع قاعدة بيانات الفيلم (الإنجليزية)
- مارساي مارتن على موقع كينوبويسك (الروسية)